# Токіо Сексвале
Мосіма Габріель Сексвале, більш відомий як Токіо Сексвале (афр. Tokyo Sexwale [sɛxwɑːleɪ], 5 березня 1953, Трансвааль) — південноафриканський бізнесмен, політик, борець проти апартеїду і колишній політв'язень, соратник Нельсона Мандели. Займав пост прем'єра провінції Гаутенг (1994—1998) і міністра житлового будівництва ПАР (2009—2013).

## Біографія
Народився в поселенні Орландо Вест, Совето. Його батько був клерком в лікарні в Йоганнесбурзі та воював проти німців у Другій світовій війні. Сексвале закінчив Вищу школу Орландо Вест в 1973 році.
Сексвале став членом руху «чорної самосвідомості» Стіва Біко в кінці 1960-х і став місцевим лідером радикальних південноафриканських студентів Руху. На початку 1970-х, він приєднався до збройного крила Африканського національного конгресу — «Спис нації». У 1975 році Сексвале змушений був покинути країну і проходив підготовку військових офіцерів у Радянському Союзі, де він спеціалізувався на військовій техніці.
Після свого повернення в Південну Африку в 1976 році, Сексвале був захоплений після перестрілки з південноафриканськими силами безпеки, а разом з 11 іншими, був звинувачений, а потім засуджений за тероризм і змову з метою повалення уряду після майже дворічного судового розгляду в Верховному суді Південної Африки в Преторії. У 1977 році Сексвале був відправлений у в'язницю суворого режиму в Роббенайланді для відбування 18-річного терміну. Сексвале був випущений в червні 1990 року відповідно до угоди між провладною Національною партією і Африканським національним конгресом. Він провів 13 років у в'язниці. Протягом цього часу він познайомився з молодим білим помічником юриста, на ім'я Джуді ван Вуурен. Вони почали особисті стосунки й незабаром після його звільнення, в 1990 році, вони одружилися.
Після перших повністю демократичних виборів в Південній Африці у 1994 році став прем'єром в провінції Гаутенг, пропрацювавши там до 19 січня 1998 року. Пізніше, він служив в уряді Південної Африки, як міністр житлового будівництва з 2009 по 2013 рік.
25 жовтня 2015 року Токіо Сексвале висунув свою кандидатуру на наступні вибори президента ФІФА у лютому 2016 року. Регламентні норми встановлюють, що особа може бути допущена до виборів на посаду президента ФІФА за умови, що вона була залучена в діяльність ФІФА як мінімум два роки з останніх п'яти років перед виборами. Власне, цей мінімальний поріг був подоланий Сексвале шляхом того, що він відпрацював два роки в організаційному комітеті ФІФА в рамках ЧС-2010 в ПАР.

## Політична кар'єра
Після звільнення Секвіл повернувся в Йоганнесбург, де служив начальником відділу зв'язку громадськості штабу Африканського національного конгресу. Згодом він був призначений керівником спеціальних проєктів, звівши до військового штабу АНК. У вересні 1990 року обраний членом виконавчого комітету АНК в області Преторія-Вітватерсранд-Веренігінг (PWV). Він став головою АНК в області PWV в 1991 році, посаду, яку він обіймав до своєї відставки в кінці 1997 року.
Після південноафриканських виборів у квітні 1994 року Секвіл був обраний першим прем'єр-міністром нової провінції PWV (перейменованої в провінцію Гаутенг у грудні 1994 року). У цій ролі йому приписують встановлення миру для кількох політично нестабільних селищ. Секвіл пішов з політики для корпоративного сектора в 1998 році. Причини цього ніколи не були повністю зрозумілі, але, як повідомляється, через почуття жорсткими через обмеження центрального уряду, а також через інтриги внутрішнього Африканського національного конгресу. Подальші припущення в тому, що Секвіл залишив політику через сильні розбіжності з тодішнім віцепрезидентом ПАР Табо Мбекі. Інші спекуляції в тому, що його шлюб відкрив ділові можливості в білих галузях фінансів, які дозволяли йому можливості не відкриватися іншим чорношкірим лідерам. Секвіл, Кирило Рамафоса і Мбекі були можливими кандидатами, які жартували на пост президента після того, як Мандела пішов на посаду. Після того, як Табо Мбекі з'явився як улюблений кандидат, і Секвіл, і Рамапхоса покинули політику, щоб слідувати успішним кар'єрам як бізнесмени.
7 січня 2007 року The Sunday Times повідомила, що Sexwale агітує за керівну посаду в АНК, яка б поставила його на посаду, щоб замінити Табо Мбекі на посту президента ПАР у 2009 році. Сексвале зізнався у складній бесіді BBC, що якби попросив стати на вибори президентом партії за структурами АНК, він би серйозно його розглядав. Він був обраний до 80-членного Національного виконавчого комітету АНК в грудні 2007 року на 10 місці, з 2,198 голосу.
10 травня 2009 року президент Джейкоб зума призначив Секваля міністром населених пунктів, міністерство, яке замінило Департамент житлового будівництва.